# Пекинская камышовка
Пекинская камышовка (вариант: китайская славка) (лат. Rhopophilus pekinensis) — вид птиц семейства суторовых. Подвидов не выделяют. Ранее считался единственным видом в роде Rhopophilus (в настоящее время в состав рода также включают вид Rhopophilus albosuperciliaris).

## Систематика
Её систематические отношения с другими видами остаются неопределенными, и род Rhopophilus помещали то в семейство цистиколовые, то в семейство Timaliidae или семейство Славковых.
- Rhopophilus pekinensis albosuperciliaris — западный подвид, бледнее окрашены, чем представители номинативного, с белой бровью, дорзальная сторона пепельно-серая, нижняя сторона белая со слабой рыжеватой исчерченностью на боках и животе, подхвостье тёмно-жёлтое[7]. Выделен в отдельный вид птиц.
- Rhopophilus pekinensis leptorhynchus — промежуточная между типичной pekinensis и albosuperciliaris[7]

## Описание
Крупная (длина тела 17 см), длиннохвостая птица с коричневой исчерченностью оперения. «Бровь» сероватая, «усы» черноватые. Напоминает коренастую принию. Дорсальная сторона пепельно-коричневая с сильной черноватой исчерченностью, наружные рулевые с белыми вершинами. Подбородок, горло и грудь белые; остальная часть вентральной стороны тоже белая с сильной каштановой исчерченностью на боках и брюшке. Радужка коричневая, клюв серовато-коричневый, ноги желтовато-коричневые.

## Распространение
Пекинская камышовка обитает в северном и западном Китае и в Северной Корее, и ранее её отмечали и в Южной Корее. Номинативный подвид R. p. pekinensis распространён от южного Ляонина на запад по долине Хуан-Хе вплоть до хребта Ала-Шань в провинции Нинся; R. p. leptorhynchus от гор Циньлин до южных Шэньси и Ганьсу R. p. albosuperciliaris от провинции Цинхай и запада Внутренней Монголии до Кашгара в западном Синьцзяне.
Отмечена в Монголии в оазисе Шара-хулсны-булаг в Заалтайской Гоби, но характер пребывания выяснен не был.

## Биотопы
Немногочисленна в сухих, каменистых, заросших кустарником холмах и в горных кустарниковых зарослях. Населяет кустарники и тростники.

## Поведение
Перелетает от укрытия к укрытию, хорошо бегает по земле. Не пуглива. Вне сезона размножения образует стаи, иногда объединяясь с тимелиями.
Сочный позыв чии-анх исполняется дуэтом. Песня, напоминающая приятное и протяжное «дииа, диаа, диаа…», начинается с высокой ноты быстро падает вниз, чтобы начаться снова со следующего такого же слога.
- Песня пекинской камышовки на сайте xeno-canto.org Архивная копия от 17 сентября 2016 на Wayback Machine